# Jeune fille finlandaise

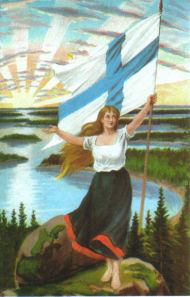
La jeune fille finlandaise.

La jeune fille finlandaise (en finnois : Suomi-neito ; en suédois : Finlands mö) est la figure allégorique nationale de la Finlande.

## Personnification
C'est une jeune fille aux pieds nus d'une vingtaine d'années avec le plus souvent une chevelure blonde, les yeux bleus et portant une robe bleue et blanche ou une robe blanche. À l'origine on l'appelait Aura, du nom de la  rivière Aura de Turku. Depuis le XIXe siècle elle symbolise la conscience nationale et l'indépendance de la Finlande.

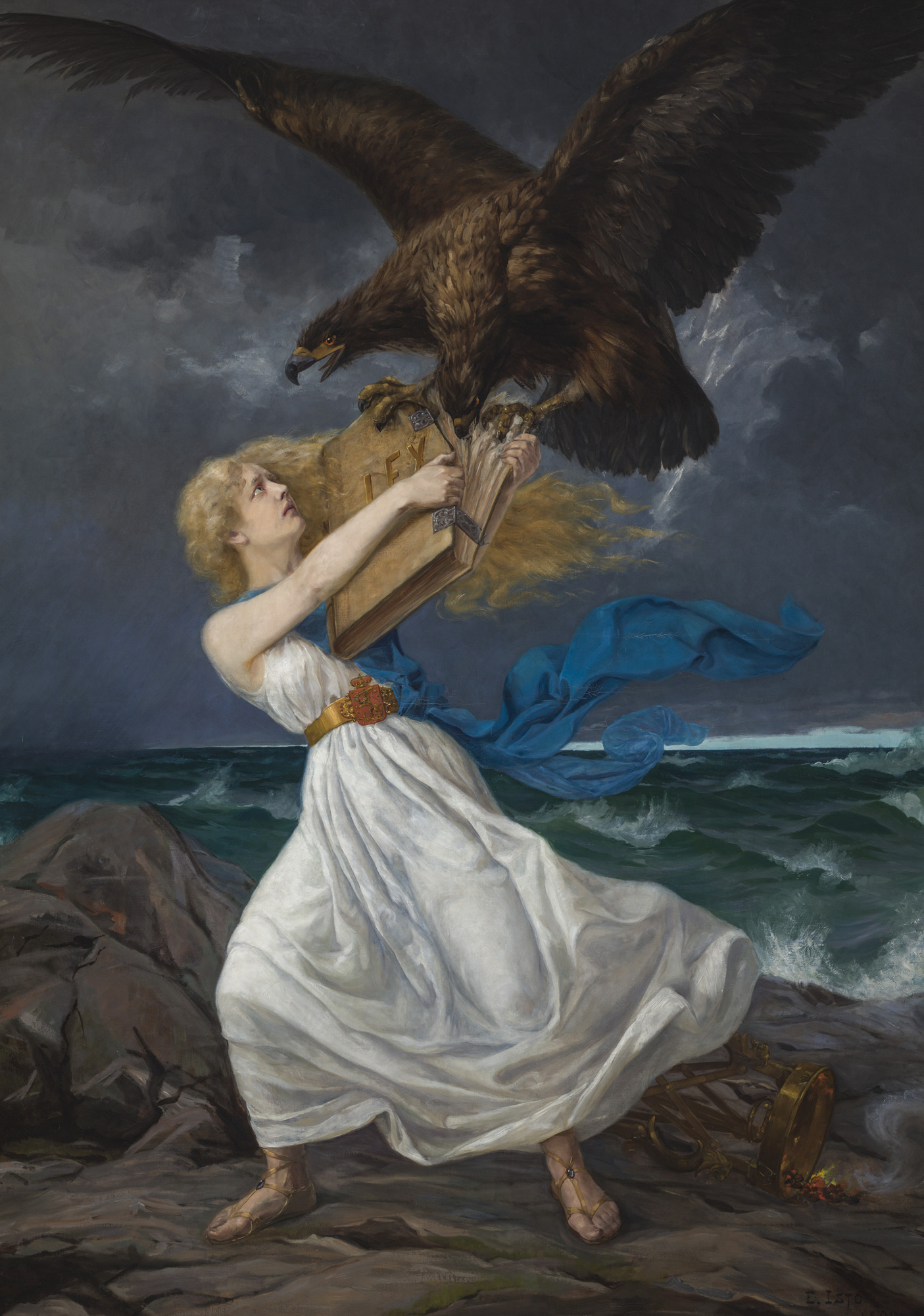
Tableau Hyökkäys (« L'Attaque ») d’Eetu Isto. La jeune fille est attaquée par l'aigle russe, qui lui arrache le livre de la Loi.

La jeune fille finlandaise peut aussi faire référence à la forme de la Finlande qui ressemble à une personne dont un bras est levé et l'autre a été cédé durant l'Armistice de Moscou). La métaphore est utilisée si couramment que la partie nord-ouest du pays autour d'Enontekiö est appelée « le bras » (en finnois : Käsivarsi), même dans des occasions officielles.

## Galerie

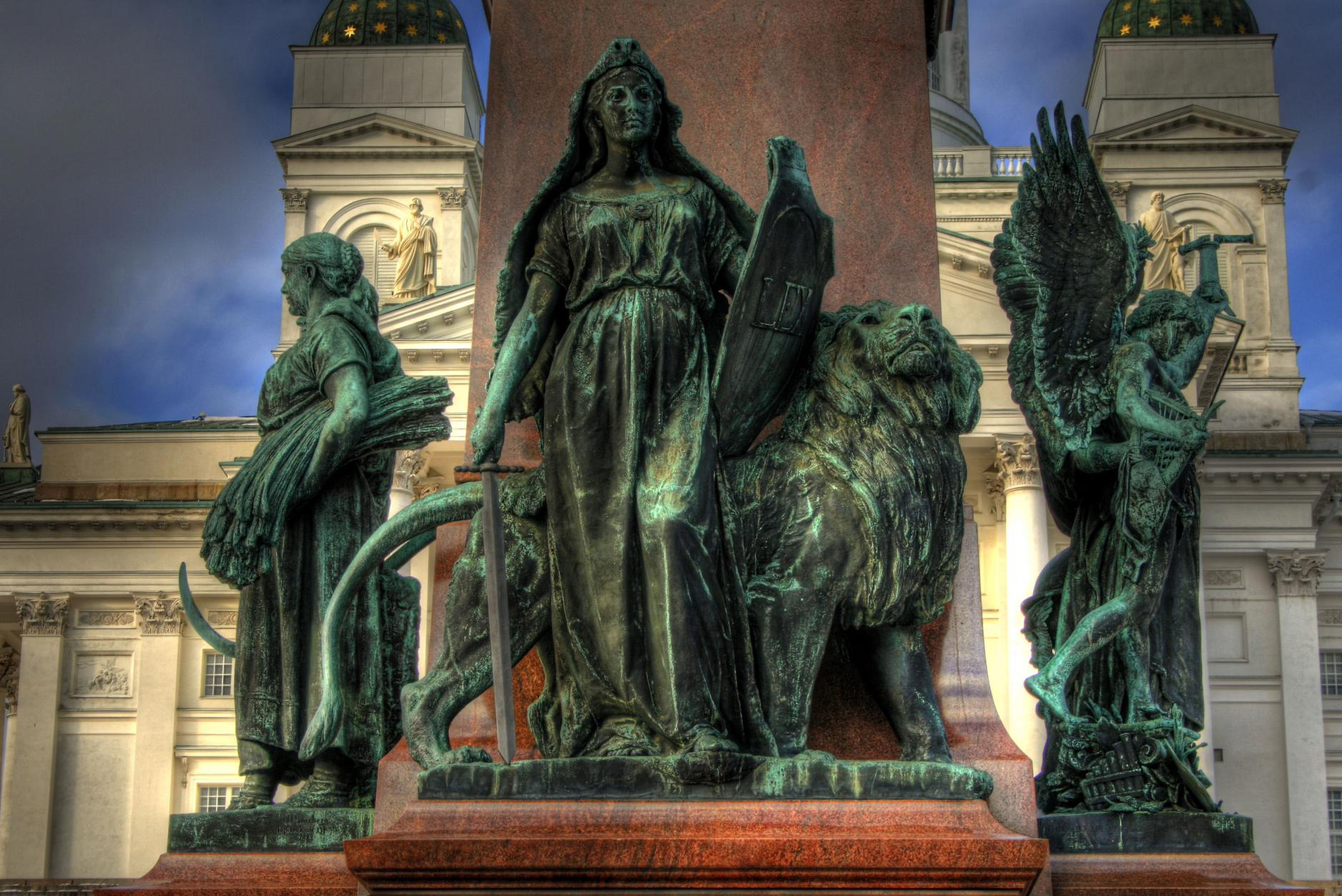
La Jeune fille finlandaise dans le monument de Walter Runeberg sur la place du Sénat à Helsinki.
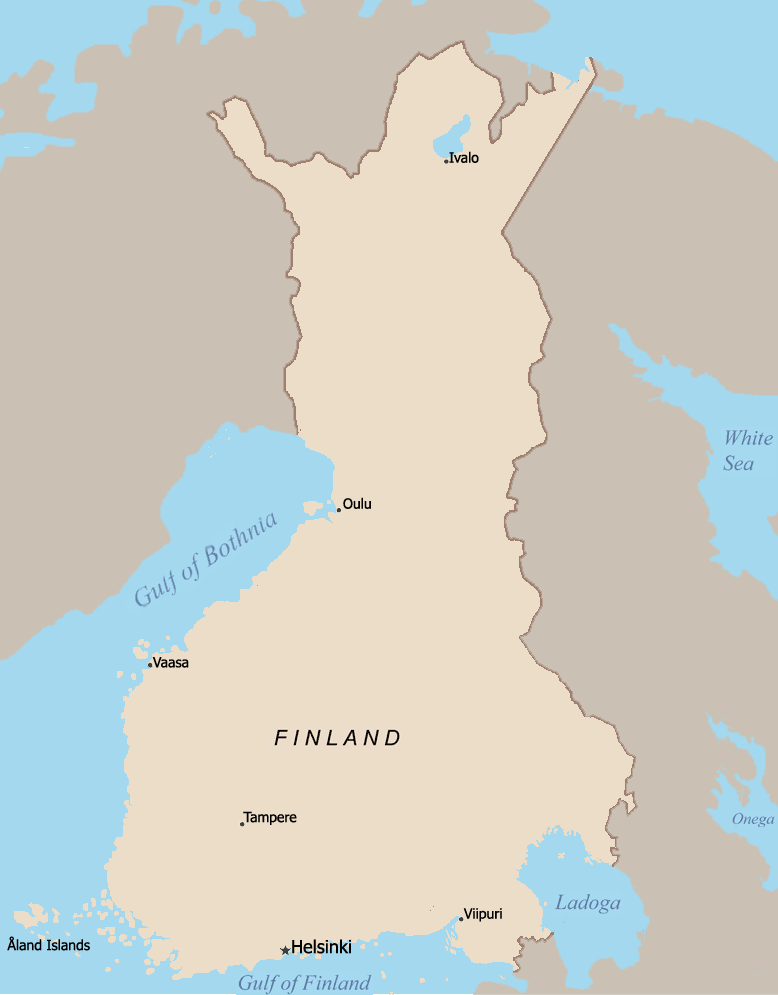
Carte de la Finlande en 1920.
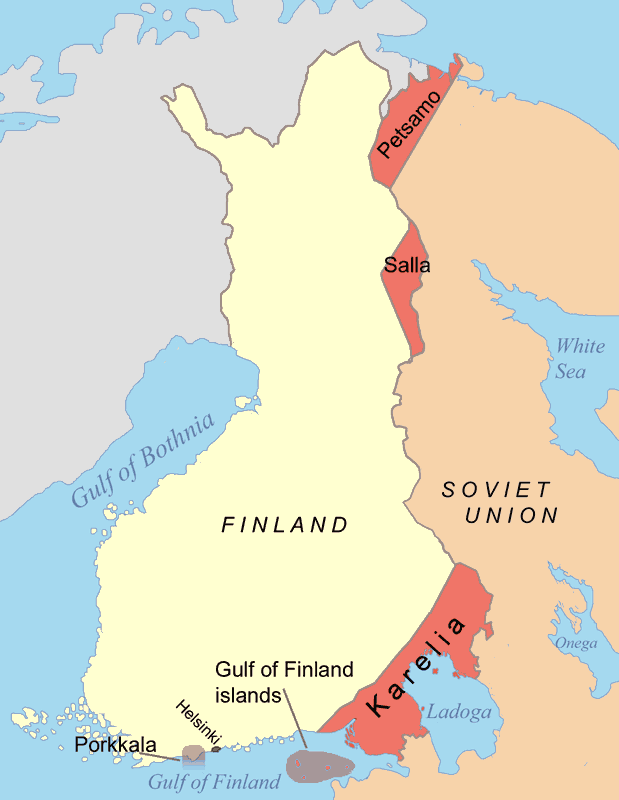
Les parties cédées par la Finlande à l'URSS après la guerre de Continuation.